# David Korner
David Korner lub Barta, Albert, i A. Mathieu (ur. 19 października 1914, zm. 6 września 1976) – francuski i rumuński działacz trockistowski i związkowiec.
Urodził się w żydowskiej rodzinie, w latach 1932-1933 był członkiem Rumuńskiej Partii Komunistycznej. W lipcu 1933 roku skazany za udział w organizacji strajku i skazany na 18 miesięcy więzienia. 
W 1934 przeniósł się do Paryża gdzie rozpoczął studia. Założył tam antystalinowską „Groupe Bolchévique-Léniniste de Roumanie”. Po jej upadku David Korner założył małą grupę trockistowską (pod nazwą Unia Komunistyczna), czasami nazywaną „grupą Barta”. 
Po wojnie grupa Barta odegrała ważną rolę w strajku w zakładach Renault w 1947 roku. David Korner odmawia zaangażowania się, kiedy Robert Barcia, alias Hardy postanowił utworzyć nową organizacje rewolucyjną. Po 68 roku skupił się na badaniu historii trockizmu.